# Distrikt Razih
Der Distrikt Razih (arabisch مديرية رازح, DMG mudiriyyat Rāziḥ) ist ein Distrikt im westlichen Teil des Gouvernement Saʿda, Jemen. 2003 hatte der Distrikt 62.915 Einwohner. Seither dürften sich die Zahlen durch die Operation Scorched Earth (عملية الأرض المحروقة) stark verändert haben. Der Distrikt war schon immer ein Durchgangsgebiet. Das Gebiet war „sowohl während der Türkenzeit, als auch während des Bürgerkrieges heftig umkämpft.“

## Baustil
Im 20. Jahrhundert war der Distrikt noch sehr traditionell geprägt. Die Bewohner pflegten offenen Austausch und trieben verstärkt mit benachbarten Regionen Handel. Dies spiegelte sich in der Architektur. Die mehrstöckigen Häuser wurden vorwiegend mit einem hellgrauen, granitartigen Stein gebaut. In den unteren Etagen wurden nur kleine Luftlöcher und Schießscharten angebracht, während in den oberen Geschossen auch größere Fenster und Verzierungen vorhanden waren. Damit unterschieden sie sich deutlich von der Bauweise des Munabbih-Distrikts.